# L’oracolo in Messenia
L'oracolo in Messenia – opera Antonia Vivaldiego napisana w 1738 roku do libretta Apostolo Zeno. Premiera dzieła miała miejsce podczas karnawału w Teatro San Angelo w Wenecji. W 1742 roku wystawiana była w Wiedniu.
Mimo że opera odniosła duży sukces nie zachowały się oryginalne partytury, a obecna wersja L'oracolo in Messenia jest kompilacją wersji weneckiej i wiedeńskiej stworzoną z drukowanych na potrzeby przedstawień librett. Rekonstrukcji dokonał Fabio Biondi, a światowa prapremiera opery odbyła się w Filharmonii Krakowskiej 8 grudnia 2011.